# الخات

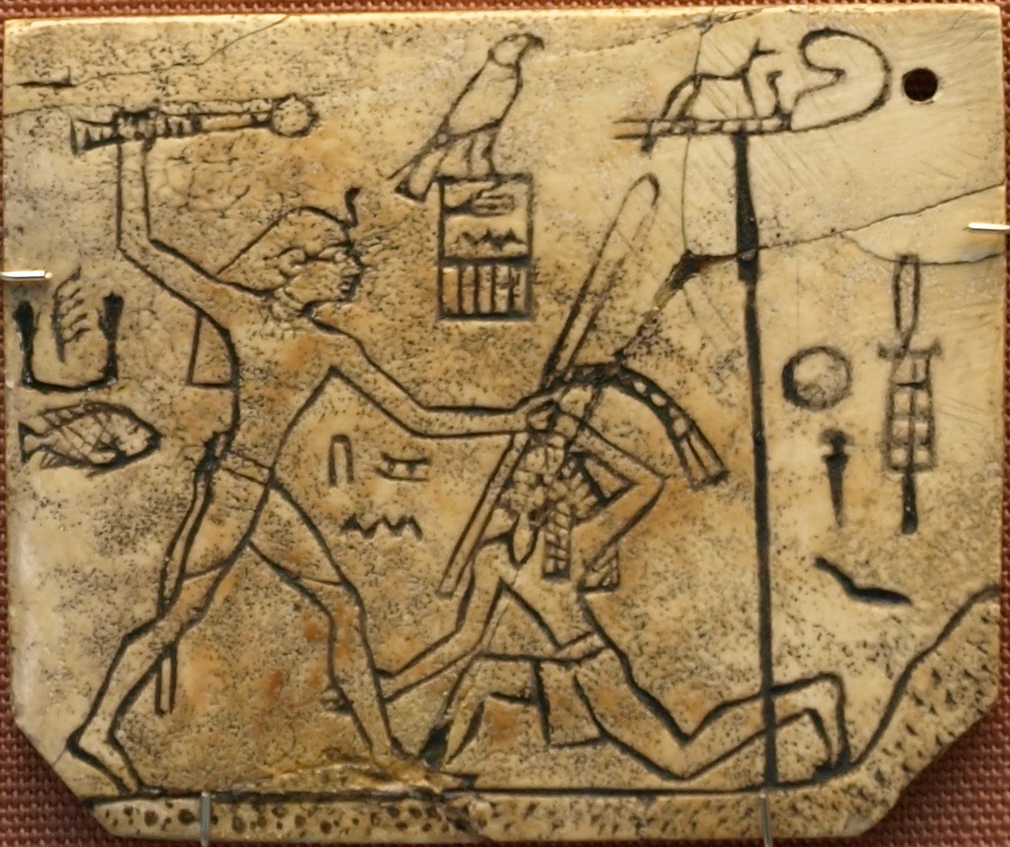
الملك دن يرتدي الخات و يضرب عدو آسيوي

خات أو افنت  تاج همهم هو غطاء الرأس يرتديه نبلاء مصر القديمة. أبسط من نمس، التي يمكن أن تكملها، فهي تفتقر إلى العناصر الزخرفية على الجانبين، ولا تحتوي على طيات ولا خطوط، وتتدلى من الخلف خبرش.

## التاريخ
يعتبر الخات أول غطاء رأس مصري، ويعود تاريخه على الأقل إلى عهد الملك دن، من الأسرة الأولى. على لوح عاج موجود في أبيدوس، دين يرتدي جات، يضرب عدوه بـ صولجان.
الفراعنة الآخرون، مثل حتشبسوت كانوا يرتدون الجات، لبعض الطقوس.

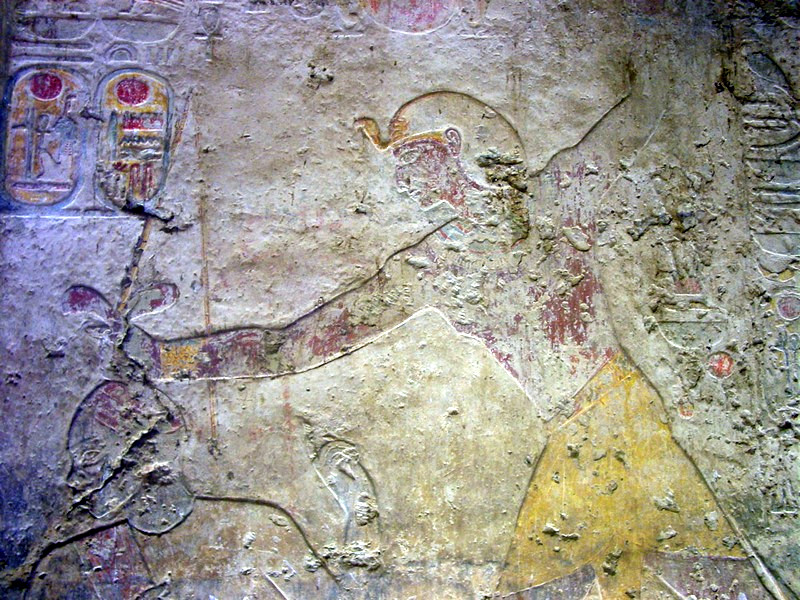
رمسيس الثاني يرتدي الخات ويضرب عدو من النوبة

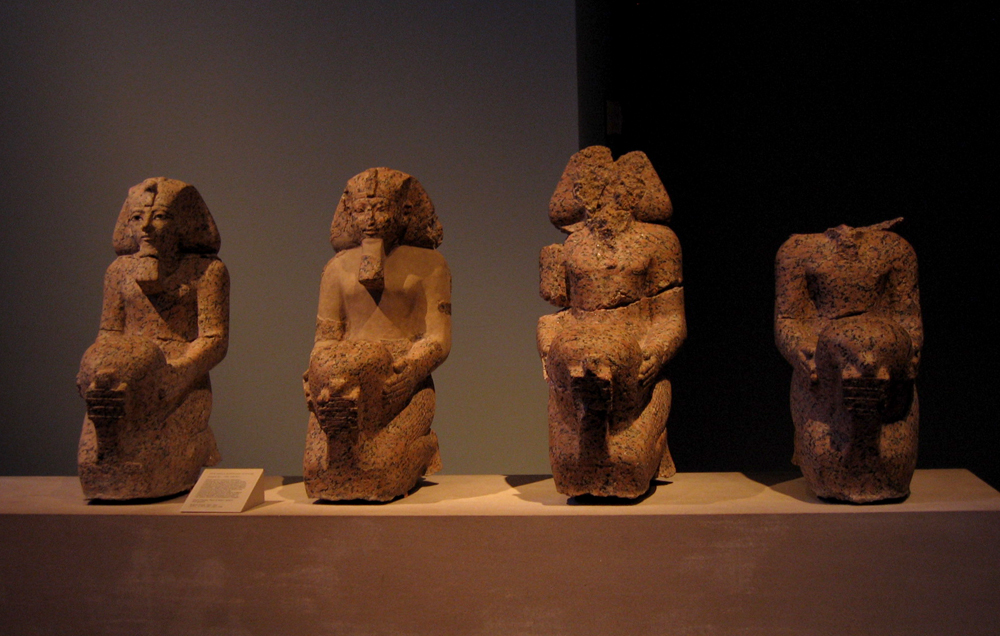
أربعة تماثيل راكعة بينهم واحدة لحتشبسوت ترتدي الخات

تم العثور على بعضها، في الكتان، في حفريات أثرية مختلفة.
وقد ظهرت في أزواج من تماثيل الحراس الخشبية، أحدها يرتدي النمس والآخر يرتدي الجات، عند مداخل غرف الدفن في مختلف المقابر الملكية في المملكة الحديثة، مثل توت عنخ آمون. كما عُثر على بقايا في مومياء هذا الملك.

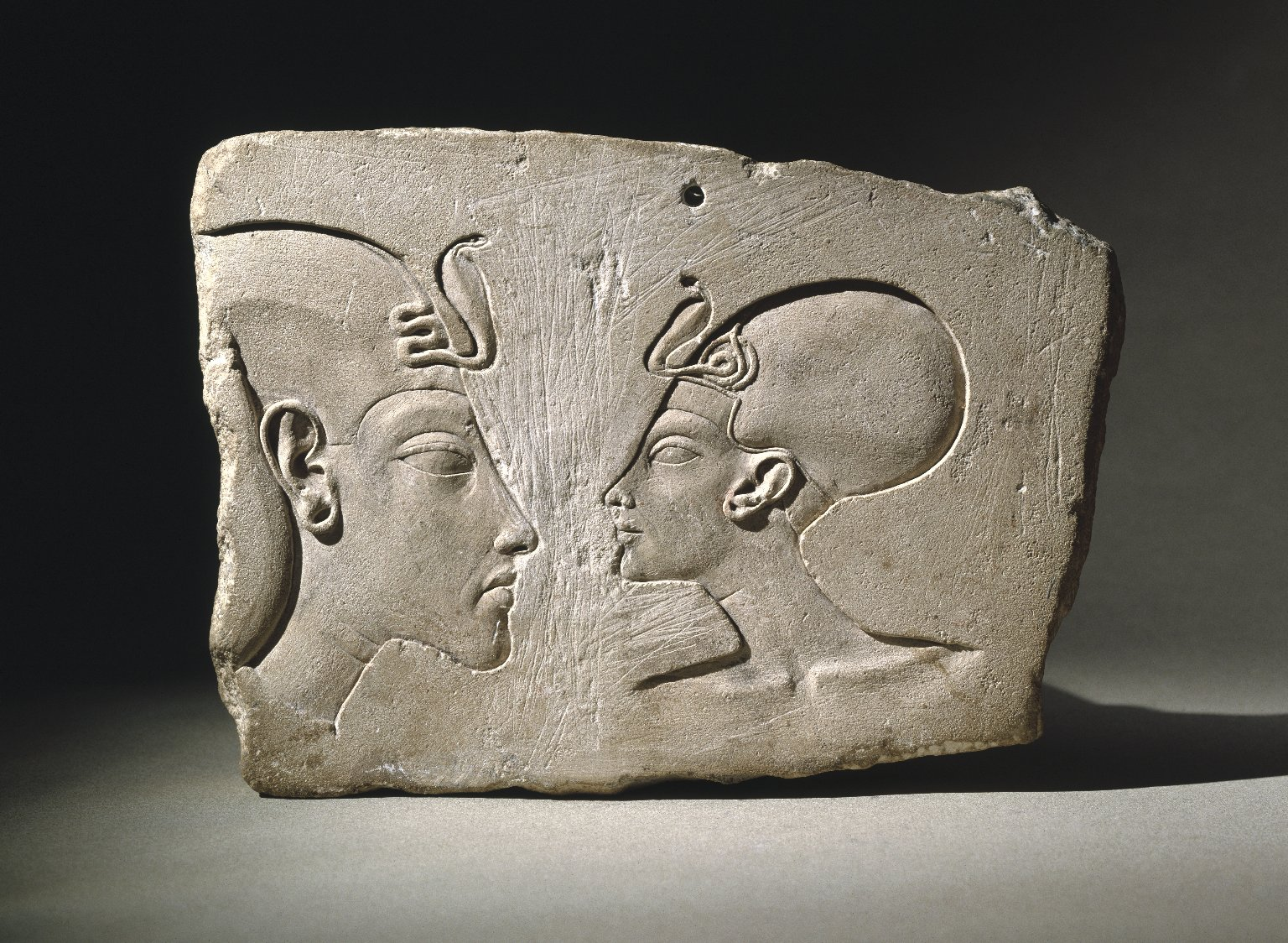
لوحة ويلبور، كاليفورنيا. 1352-1336 قبل الميلاد، 16.48، متحف بروكلين ؛ يوجد على اليسار رأس ملك، على الأرجح تمثيل لأخناتون، الذي يرتدي غطاء الرأس الشبيه بالخات مع الصل الملكي. ومقابله رأس ملكة ترتدي تاج القبعة البيضاوي الذي غالباً ما ترتديه نفرتيتي مع الصل أيضا

## الرمزية
لقد كان يُنظر إليه كرمز لتجديد شباب الملك، والقدرة على تمثيل في ثنائية الجزء الليلي من الدورة الشمسية، أمام الجزء النهاري النمس، ولاحقًا على أنه تمثيل كا حقيقي.
وهي مرتبطة أيضًا بـ إيزيس ونفتيس، كآلهة معاناة لـ أوزوريس.